# Останній притулок (фільм, 1946)
«Останній притулок» (фр. Dernier refuge) — французький кінофільм 1946 року з Луї де Фюнесом, знятий за твором Жоржа Сіменона.

## Сюжет
Філіпп та Сільві вирішують порвати з Альваресом, небезпечним ватажком банди, і здійснюють пограбування та вбивство, після чого Сільві пропонує сховатися в її будинку. Її молодша сестра Антуанетта фліртує з Філіппом, викликаючи ревнощі Сільвії, яка інформує Альвареса. Наприкінці, в справу встрягає поліція, і Філіпп гине при сутичці з поліцейськими.

## У ролях
- Раймон Руло — Філіпп
- Жизель Паскал — Антуанетта
- Мілаа Парелі — Сильвія
- Марсель Монтіль — Пані барон, мати
- Фелісьян Трамель — Пан барон, батько
- Ноель Роквер — Пан Бошамп
- Жан Макс — Альварес, глава банди
- Мішель Ардан — Альберт
- Марсель Карпантьє — Lherbier
- Марсель Пере — Луї
- Гастон Модо — Марсель
- Едмонд Ардіссон — хлопчина
- Ів Бренвіль — капітан
- Еді Дебре — прислуга
- Рене Стерн — фотограф
- Рожер Вінсент — гравець
- Луї де Фюнес — працівник вагона-ресторана